# Hartsdale
Hartsdale es un Pueblo ubicado en el condado de Westchester en el estado estadounidense de Nueva York. En el año 2000 tenía una población de 9,830 habitantes y una densidad poblacional de 1,184.6 personas por km². Hartsdale se encuentra ubicado dentro del pueblo de Greenburgh.

## Geografía
Hartsdale se encuentra ubicado en las coordenadas 41°1′32″N 73°48′17″O / 41.02556, -73.80472. Según la Oficina del Censo, la ciudad tiene un área total de 8,3 km² (3,2 mi²), de la cual 8,3 km² (3,2 mi²) es tierra y 0 km² (0 mi²) (0%) es agua.

## Demografía
Según la Oficina del Censo en 2000 los ingresos medios por hogar en la localidad eran de $81,824, y los ingresos medios por familia eran $100,330. Los hombres tenían unos ingresos medios de $62,362 frente a los $47,380 para las mujeres. La renta per cápita para la localidad era de $45,691. Alrededor del 2.6% de la población estaban por debajo del umbral de pobreza.